# أميدية (غرمسير أردستان)
أمیدیة (بالفارسية: امیدیه) هي قرية تقع في إيران في قسم غرمسیر الريفي. يقدر عدد سكانها بـ 32 نسمة .